# ISO 19011
La ISO 19011 descrive le linee guida per gli audit di sistemi di gestione ambientali, della qualità, della sicurezza delle informazioni. È una norma che unifica le regole da seguire nelle verifiche ispettive (anche dette audit) sui sistemi di gestione ed è stata approntata a livello internazionale dall'ISO (Organizzazione internazionale per la normazione) nel 2002, e tradotta poi in italiano nel 2003 ("UNI EN ISO 19011:2003 - Linee guida per gli audit dei sistemi di gestione per la qualità e/o di gestione ambientale"). Questa norma era stata precedentemente pubblicata nel 1990 come ISO 10011-1 per la gestione dell'audit, e successivamente nel 1991 la ISO 10011-2 per la definizione del programma di audit e la ISO 10011-3 per la gestione del programma di audit. 

## Contenuto
La nuova revisione del 2011 (pubblicata in Italia come "UNI EN ISO 19011:2012 - Linee guida per audit di sistemi di gestione") ha allargato il suo respiro con specifiche indicazioni per i sistemi di gestione:
- della sicurezza dei trasporti
- ambientale
- della qualità
- delle registrazioni
- della resilienza, sicurezza, preparazione e continuità delle organizzazioni
- della sicurezza delle informazioni
- della salute e sicurezza sul lavoro.

La norma intende dare delle linee guida sui principi dell'attività di audit, sulla gestione dei programmi di audit, sulla conduzione dell'audit e sulla valutazione e competenza degli auditor dei sistemi di gestione.

## Destinatari
La ISO 19011 è destinata ad una estesa gamma di potenziali utilizzatori, che comprendono:
- gli auditor
- le organizzazioni che attuano sistemi di gestione
- le organizzazioni che operano nella certificazione o nella formazione ed addestramento degli auditor
- le organizzazioni che operano nella certificazione di sistemi di gestione
- le organizzazioni che operano nell'accreditamento o nella normazione nel campo della valutazione della conformità.

## Cronologia
| Anno | Descrizione               |  |
| ---- | ------------------------- |  |
| 1990 | ISO 10011-1 (1ª Edizione) |  |
| 2002 | ISO 19011 (2ª Edizione)   |  |
| 2011 | ISO 19011 (3ª Edizione)   |  |
| 2018 | ISO 19011 (4ª Edizione)   |  |